# Горна Оряховица
Горна Оряховица (изписване до 1945 година: Горна Орѣховица) е град в област Велико Търново, Централна Северна България. Той е административен и стопански център на едноименната община Горна Оряховица. Горна Оряховица е най-големият необластен град в Северна България. По данни на ГРАО към 15 юни 2024 г. в града живеят 29 423 души по настоящ адрес и 33 222 души по постоянен адрес.
Селището е важен железопътен възел. В близост до града се намира гражданското летище Горна Оряховица.

## География

### Местоположение
Разположен е по поречието на река Янтра, 6,6 km североизточно от областния център Велико Търново. Най-ниската точка на града се намира край брега на р. Янтра и е с надморска височина 92 m, докато най-високата точка е платото Камъка, с надморска височина 412 m. Градът е разположен в северното подножие на Търновските височини, имащи формата на грамадна подкова, отворена в посока изток. Височините са прорязани от Търновския пролом на р. Янтра, наречен Дервент. На запад от него е Беляковското плато, а на изток са Камъка и Арбанашкото плато. Те са остатъци от силно разрушена антиклинала, изградена от долнокредни глини, пясъчници и варовици. Тя представлява плато, спускащо се на юг към Стара Планина, а на север – към Дунавската равнина.

### Климат
Слънчевите дни в Горна Оряховица са повече от 70 на година. Положението ѝ в умерено-континентална област се отразява върху климата, почвите, растителността и животинския свят. Всички те се характеризират с голямо разнообразие.
По-голямата част от територията на общината попада в умерено-континенталната климатична област. Само най-южните части се отнасят към планинската климатична област. Средногодишната температура за Горна Оряховица е +11,5 °С, при средногодишна температура за цяла България около +10,5 °С. Минималните температури за годината са през месец януари, като най-ниската е измерена през 1942 г. –31,5 °С, а максималната е измерена през юли – +44,3 °С.
Валежите са неравномерно разпределени в два валежни максимума – есенно-зимен и пролетно-летен. Средната годишна сума на валежите за страната е 670 l/m². В общината средно през годината падат 565 l/m², което е под средното за страната. През зимата падат предимно валежи от сняг и снежната покривка е устойчива, а през лятото от дъжд. Средната скорост на преобладаващите северозападни и западни ветрове е около 2 m/s.

### Релеф
Горна Оряховица се намира в централната част на Предбалкана. Той е част от морфоструктурата на Балканидите, оформили се на границата между мезозойската и неозойската ера. Релефът има нископланински характер, сиви горски почви и умереноконтинентален климат, което благоприятства отглеждането на трайни насаждения. За формите на релефа на община Горна Оряховица са характерни асиметрични речни долини, суходолия, плата и свлачища. Средната надморска височина е 218 m. Най-южната част на района е с планински релеф и климат и преобладаващи кафяви горски почви.

### Фауна и флора
Растителността и животинският свят около Горна Оряховица са разнообразни. Само на 5 km югозападно от града се намира защитената местност Божур поляна – рядко находище на божур, превърнал се в един от символите на града. Непосредствено до югозападните покрайнини е лесопарк „Камъка“, в който се срещат редки видове птици. Сред тях е скалният орел (картал), чието изображение се открива върху средновековен пръстен – печат от крепостта Раховец. В последните години през лятото в лесопарка гнездят и няколко двойки черни щъркели, а през зимата по течението на р. Янтра често се виждат лебеди.

### Квартали в Горна Оряховица
- „Пролет“
- „Калтинец“
- „Гарата“
- „Честово“
- „Камънето“
- „Градска градина“
- „Захарни заводи“
- „Пожарната“

## Население

### Численост
По данни на Националния статистически институт населението на града към 31.12.2022 г. е 25 764 жители. По брой на населението Горна Оряховица е по-голям от най-малкия областен град – Смолян. По данни от ГРАО от 31 декември 2023 г. населението на града възлиза на 29 550 души, което поставя Горна Оряховица на второ място във Великотърновска област и на 31-ва позиция в България.
Долната таблица показва изменението на населението на града в периода от 1887 година до 2022 година:
| Горна Оряховица | Горна Оряховица | Горна Оряховица | Горна Оряховица | Горна Оряховица | Горна Оряховица | Горна Оряховица | Горна Оряховица | Горна Оряховица | Горна Оряховица | Горна Оряховица | Горна Оряховица | Горна Оряховица | Горна Оряховица | Горна Оряховица | Горна Оряховица | Горна Оряховица |
| --- | --------------- | --------------- | --------------- | --------------- | --------------- | --------------- | --------------- | --------------- | --------------- | --------------- | --------------- | --------------- | --------------- | --------------- | --------------- | --------------- |
| година | 1887            | 1910            | 1934            | 1946            | 1956            | 1965            | 1975            | 1985            | 1992            | 2001            | 2005            | 2007            | 2009            | 2011            | 2021            | 2022            |
| население | 5689            | 7117            | 8793            | 10488           | 18863           | 26299           | 34181           | 40704           | 38914           | 35621           | 33804           | 32945           | 32436           | 31863           | 26389           | 25764           |
| Източници: Национален статистически институт, „Citypopulation.de“, „Pop-stat.mashke.org“ и Географски институт при БАН |                 |                 |                 |                 |                 |                 |                 |                 |                 |                 |                 |                 |                 |                 |                 |                 |

Численост на населението според преброяванията през годините:
| \| Година на преброяване \| Численост \| \| --------------------- \| --------- \| \| 1934 \| 10 642 \| \| 1946 \| 12 832 \| \| 1956 \| 18 863 \| \| 1965 \| 26 299 \| \| 1975 \| 34 181 \| \| 1985 \| 40 890 \| \| 1992 \| 38 914 \| \| 2001 \| 35 404 \| \| 2011 \| 31 863 \| \| 2021 \| 26 389 \| |           |
| Година на преброяване | Численост |
| 1934 | 10 642    |
| 1946 | 12 832    |
| 1956 | 18 863    |
| 1965 | 26 299    |
| 1975 | 34 181    |
| 1985 | 40 890    |
| 1992 | 38 914    |
| 2001 | 35 404    |
| 2011 | 31 863    |
| 2021 | 26 389    |

### Етнически състав
Преброяване на населението през 2011 г.
Численост и дял на етническите групи според преброяването на населението през 2011 г.:
|                     | Численост | Дял (в %) |
| Общо                | 31 863    | 100       |
| Българи             | 28 381    | 85,93     |
| Турци               | 499       | 1,56      |
| Цигани              | 433       | 1,35      |
| Други               | 89        | 0,27      |
| Не се самоопределят | 106       | 0,33      |
| Неотговорили        | 2355      | 10,52     |

### Религии
Най-многобройни са представителите на източноправославното християнство.

### Източноправославни храмове
- Православна църква „Свети Атанас“
- Православна църква „Свети Георги“
- Православна църква „Свети Иван Рилски“
- Православна църква „Света Троица“
- Православна църква „Свети Никола“
- Православна църква „Успение Богородично“
- Православна църква при манастир „Свети Пророк Илия“

### Храмове на други християнски общности
- Евангелска църква
- Църква на адвентистите от седмия ден

## История

### Ранна история
Първото селище в района датира от втората половина на V хилядолетие пр.н.е. (среднокаменната епоха). Между хълма Камъка и Арбанашкото плато са открити следи от по-късно тракийско селище, чиито обитатели са били от племето кробизи. Те са построили крепостта Камъка, която е съществувала от V век пр.н.е. до I век пр.н.е., когато римляните построяват своя крепост върху руините ѝ. Това селище постепенно придобило икономическа мощ главно чрез отглеждане на лозя и винопроизводство. Животът в селището продължил до идването на славяните през VI – VII век. Няма материални следи от уседнал живот в периода между VII век и XII век.

### Средновековие
След възстановяването на българската държава през 1185 г. възниква нужда от защита на новата столица Търновград. Построени са няколко крепости, включително Раховец, която се намира на 4 km северозападно от сегашния град. Името Раховец вероятно идва от персийската дума рах означаваща 'път' и означава 'Пътна крепост', т.е. етимологията на наименованието може да бъде свързана с езика на прабългарите. Средновековната крепост е дала своето име на съвременния град, макар и с малко променено, славянско звучене. По време на османското нашествие твърдината е превзета от турците чрез прекъсване на водоснабдяването, но запазва своята цялост. Крепостта Раховец е съществувала до 1444 г., когато е разрушена от Владислав III Варненчик по време на похода му срещу османските турци. Оттогава е и едно от първите сведения за селище с подобно име. Всъщност цели три селища са съществували през първите години на османското владичество – Мала, Средна и Голяма Раховица.

### Търговски център
С ферман от 1538 г. на Горна Оряховица се дава правото за извършване на търговски и занаятчийски дейности. През този период тук процъфтяват кожухарството, абаджийството, железарството, златарството, коларството и сарачеството. Градът придобива славата на голям търговски център.
Горна Оряховица играе важна роля и през Възраждането. Още през 1822 г. тук е основано килийно училище, а през 1859 г. Иван Момчилов открива първото класно училище, днес гимназия „Георги Измирлиев“, с което поставя началото на класическото обучение в Горна Оряховица. През 1869 г. градът вече има и читалище, а след две години Елена Грънчарова основава женско дружество „Просвещение“.
Икономическото му развитие го утвърждава през 1868 г. като център на нахия – община, която влиза в състава на Търновския санджак. През 1870 г. са му признати градски права. По време на Руско-турската освободителна война руските войски влизат в Горна Оряховица на 26 юни (нов стил 8 юли) 1877 г. Освобождението заварва Горна Оряховица с население 5700 жители, 1200 къщи, 5 църкви и 6 училища.
Значителен е прирастът на населението след откриването през 1899 г. на жп гара Горна Оряховица. За кратко време железопътното дело донася не само слава на града, но и препитание на повечето от жителите му. В системата на железниците са обхванати 20 % от трудоспособното му население. Градът и днес е важен жп възел и транспортен център и е най-големият в Северна България.
При избухването на Балканската война 9 души от Горна Оряховица са доброволци в Македоно-одринското опълчение.
При строежа на захарната фабрика в града, за няколко години в района около Гарата живеят чехи и италианци.
Цепелин се разбива в местността „Камъка“ през 1917 година. През 20-те години на XX век в града за кратко съществува толстоистка колония.
През 1925 г. в града се открива Международен мострен панаир, който през 1932 г. е преместен в Пловдив. От 1950 до 1960 г. в Горна Оряховица е съществувало Народно военно въздушно техническо училище „Васил Коларов“.

### Горна Оряховица днес
Мащабна реконструкция на градския център започва през юни 2017 година.

### По-важни дати
- 1839 г. – В Горна Оряховица е роден Сидер К. Грънчаров (Сидер войвода)
- 1864 г. – Образува се Горнооряховска околия
- 1869 г. – На 13 юли е учредено читалище „Напредък“ от възрожденеца Вичо Грънчаров, учителя Радко Радославов род. 12 юли 1841 в Златарица, обл. Велико Търново, председател на дряновския революционен комитет, Елена Грънчарова и др.
- 1870 г. – Горна Оряховица става град
- 1876 г. – На 28 май в града турците обесват Георги Измирлиев Македончето, по-рано същия месец на връх Мургаш загива Сидер войвода.
- 1877 – 1878 г. – В Освободителната война участват 130 опълченци от Горна Оряховица
- 1891 г. – На 18 октомври е положен първият камък на паметника на Г. Измирлиев
- 1882 г. – Създават се окръзи – Г. Оряховица към В. Търново
- 1895 г. – В Г. Оряховица е открита първата болница
- 1895 г. – За първи околийски лекар е назначен д-р Петър Цончев
- 1910 г. – 6 септември – тържествено освещаване паметника на Г. Измирлиев
- 1914 г. – На 9 август се ражда писателя Петър Бобев
- 1922 г. – В Г. Оряховица за пръв път е открит Мострен панаир
- 1925 – 1932 г. – Г. Оряховица е средище на международен Мострен панаир
- 1932 г. – Горнооряховският панаир се премества в Пловдив
- 1949 г. – Г. Оряховица става окръжен град. Окръг Г. Оряховица съществува до края на 1950 г.
- 1953 г. – В Г. Оряховица е основан народен самодеен ансамбъл „Сидер войвода“
- 1973 г. – 2 юни откриване на музея в Г. Оряховица с над 10 000 експоната

## Политика

### Кмет
На местните избори през 2023 г., за кмет на града е избран Николай Рашков (Пряка демокрация).

### Побратимени градове
- Череповец, Русия (1998)
- Сигетсентмиклош, Унгария (2004)
- Стате, Италия (2007)
- Смолевичи, Беларус (1998)
- Рошиори де Веде, Румъния (2003)
- Варен (Мюриц), провинция Мекленбург-Предна Померания, Германия (2001)
- Нарва, Естония (2012)
- Миргород, Украйна (2013)
- Бююкчекмедже, Турция (2013)
- Арциз, Украйна (2025)

## Икономика и инфраструктура

### Икономическа характеристика
На територията на града се намира предприятието за захарни изделия „Захарни заводи“ АД и една от производствените бази за производство на камини и печки на фирма „Прити 95“ ООД. В Горна Оряховица има и действащи хипермаркети на „CBA“, „Kaufland“ и магазин „ПЛЮС ДИСКАУНТ“, който е първият магазин от този тип, построен в България през 2007 г. През 2011 г. магазинът е ребрандиран на „Лидл“.

### Енергетика
Горна Оряховица е важен енергиен център за региона. В града се намира клон на „Национална Електрическа Компания“ ЕАД, който обслужва областите Велико Търново, Габрово, Разград, Силистра и Русе.

### Машиностроене
Складова техника АД е един от най-реномираните и най-големите производители на кранове, различни подвижни платформи и електроуреди. Фирмата Бултраф ЕООД е специализирана в производството на различни видове трансформатори. В града се намира и фирмата „ПАСАТ ЕЛЕКТРОНИКС“ ООД.

### Хранително-вкусова промишленост
В града се намира най-голямата захарна фабрика на Балканите Захарни заводи. В Горна Оряховица се намират още няколко големи фирми производители на сладкарски изделия. В града има фабрики за производство на салати и месокомбинат.

## Транспорт
Оста на паневропейски транспортен коридор IX минава през нейната територия (свързващ Мала Азия с Източна и Северна Европа през Балканския полуостров).

### Пътна мрежа
Град Горна Оряховица се обслужва от два първокласни пътя от Републиканската пътна мрежа: I-4 (София – Варна) и I-5 (Русе – Момчилград), който е и международен път Е-85. Те осигуряват връзка на града с направленията изток-запад и север-юг, поставяйки го в много благоприятно положение относно превоза на товари и хора.
Транспортната дейност чрез автобусен транспорт се осъществява от частни фирми, осъществяващи разписания в общинската, областната и републиканската транспортни схеми. В Общинската транспортна схема са утвърдени четири градски линии и десет междуселищни връзки на центъра с населените места от общината. В областната транспортна схема има разписания до 22 селища, а в републиканската – 6 линии, като двата първокласни пътя – София – Варна и Русе – Стара Загора осигуряват връзка на Горна Оряховица с всички точки на страната. Основен превозвач за гр. Г. Оряховица е „Янтра транспорт“ АД с предмет на дейност превоз на пътници и товаро-разтоварна дейност. Тя се изпълнява от наличните 50 бр. автобуси от градски, извънградски и туристически тип.
Товарната си дейност се извършва с около 30 бр. товарни автомобила и ремаркета с товаровместимост от 9 до 40 тона, товарни машини „Фадрома“, автомобилни цистерни и специализиран автомобил за превоз на тежка пътностроителна механизация.
От 2000 до 2005 г., общо направените инвестиции за обновяване на парка за товарни автомобили и автобуси са на стойност около 750 000 лв.:
- автобусен парк с рециклирани автобуси „КАРОСА“ – 20 бр. и „ИСУЗУ“ – 4 бр.;
- товарен парк с големотонажни самосвални автомобили „МЕРЦЕДЕС“ и „МАН“ – 4 бр.

За 2005 г. в инвестиционната програма за автобуси се предвиждат около 250 000 лв., а в товарния превоз около 40 000 лв.

#### Градски транспорт
Градският транспорт в града се обслужва от „Янтра транспорт“ и поддържа 5 градски линии – 1, 1А, 2, 3, 4, 10, 44. Други големи превозвачи са „Турбо“ – частни превози, и „Бъчварови“.
- Автобусна линия № 1: ЖП гара – Пролет – Стадион „Локомотив“-автогара-Център-ПГЕЕ „М.В.Ломоносов“ – ул. 19-ти февруари-индустриална зона – ЖП гара
- Автобусна линия № 1А: ЖП ГАРА – индустриална зона – ул. 19-ти февруари – ПГЕЕ-Център-Автогара – ст. „Локомотив“ – Пролет – ЖП гара
- Автобусна линия № 3: жк. Пролет – ПГЕЕ „М.В.Ломоносов“ – Център „Княз Борис“ Захарни Заводи – Терминал – Д. Оряховица
- Автобусна линия № 10: автогара-Център – ПГЕЕ – жк. Пролет – ЖП гара – локомотивно депо – Първомайци – В. Търново

В Горна Оряховица не е напълно завършен монтажа на контактната окачена мрежа за тролейбусен транспорт. Изградено е било трасе от железопътната гара, минаващо през квартал Пролет, Центъра на града и стигащо до град Лясковец.

### Железопътен транспорт
Горна Оряховица е най-голямата жп гара в Северна България. През нея минават важни транспортни коридори и се осъществяват ключови връзки между различни направления в страната. През Горна Оряховица минават две жп линии: София – Варна и Русе – Подкова. От гарата започва жп линия до Лясковец (преди 2001 г. до Елена). От гарата има всекидневни бързи и пътнически влакове по направления за редица градове и възлови жп гари:
- Левски – Плевен – Мездра – София,
- Бяла – Русе – Разград – Самуил – Силистра,
- Търговище – Шумен – Каспичан – Синдел – Повеляново – Варна,
- Велико Търново – Трявна – Дъбово – Тулово – Стара Загора – Пловдив (Стара Загора – Димитровград).

В Горна Оряховица са разположени структури на „Български държавни железници“ и Държавно Предприятие „Национална Компания Железопътна Инфраструктура“. Регионално управление на БДЖ, на 13 етажа, е в непосредствена близост до гара Горна Оряховица. Локомотивно депо Горна Оряховица обслужва направленията до София, Варна, Русе и Стара Загора. Коловозите на гарата са достъпни за лица с двигателни особености.
Дължината на железния път на територията на община Горна Оряховица е 28,1 km, а общата дължина на жп коловози/линии на територията на железопътна секция Горна Оряховица е 1318 km. Гара Горна Оряховица Разпределителна има голямо значение в обработката и разпределението на товарните превози.
През Горна Оряховица минават следните международни направления:
- 1. Истанбул – Одрин – Свиленград – Стара Загора – Велико Търново – Бяла – Русе – Гюргево-север – Виделе – Букурещ;
- 2. София – Плевен – Бяла – Русе – Гюргево-север – Виделе – Букурещ – Браила – Киев – Конотоп – Брянск – Москва.

Жп линии София – Варна и Русе – Подкова осигуряват връзка на Горна Оряховица с посоките изток-запад и север-юг и поставят града в много благоприятно положение за превоз на товари и хора.

### Въздушен транспорт
От 1995 година летище Горна Оряховица (GOZ) е петото международно летище в страната. То е оборудвано с нова, модерна техника. Центърът за управление на въздушните полети ръководи движението на самолетите над цяла Северна България. В полувековното си съществуване като транспортно-комуникационен център с режим на работа 24 часа, то се използва за чартърни, товарни и пътнически полети, за внос и износ на селскостопанска и промишлена продукция от и за България, Европа, Азия, Близкия изток и Африка. Географското разположение обуславя едно динамично движение на хора и товари към всяка точка на страната и в чужбина, превръщайки гр. Горна Оряховица в благоприятна за инвестиции зона. Има възможност за бърза смяна на един вид транспорт с друг, с цел по-бързото им и ефективно използване.
Обсъжда се въпросът за отдаване на летище Горна Оряховица на концесия.
Данни за „Летище Г. Оряховица“ ЕАД:
- Дължина на пистата 2500 m. Широчина на пистата 45 m. Полоса 09/27. Заход по уреди VOR, DME, NDB. Летището разполага с една рульожна пътека.
- Най-близки търговски летища – летище Варна; летище София; летище Букурещ.

На територията на общината има действаща селскостопанска авиация, техническото и летателно оборудване на която е способно да задоволи нуждата на селското стопанство на цяла Северна България.

## Здравеопазване
МБАЛ „Св. Иван Рилски“ ЕООД в гр. Горна Оряховица обслужва населението на четири общини – Горна Оряховица, Лясковец, Стражица, Златарица или население над 100 000 души. Болницата разполага с четириетажна сграда и предлага стационарна медицинска помощ. Общият ѝ персонал е 286 човека, от които 117 са лекари. Болницата има 274 легла в 14 различни отделения. Към болницата има аптека, пералня, кухненски блок, заведение за бърза закуска с рум сървис (доставка за болните в стаята/стаите на безалкохолни напитки, вечеря, вилици, закуски, малки подаръци, ножове, обяд, чинии) за пациенти с двигателни/зрителни\слухови особености, автомобилен парк и кислородна станция.
Горна Оряховица разполага с 37 практики за първична медицинска помощ, 40 стоматологични практики, 108 специализирани лекарски кабинета и 9 лаборатории.
На 10,1 km от Горна Оряховица, през Арбанаси, се намира и МОБАЛ „Д-р Стефан Черкезов“ – Велико Търново.

## Образование и наука

### Училища
През 1859 г. Иван Момчилов създава първото училище в града, чийто наследник сега е СУ „Георги Измирлиев“. Действащи училища са:
- Първо средно училище „Георги Измирлиев“ (I СУ) [14]
- Второ средно училище „Вичо Грънчаров“ (II СУ) [15]
- Професионална техническа гимназия „Васил Левски“ (ПТГ)
- Професионална гимназия по електротехника и електроника „Михайло Василиевич Ломоносов“ (ПГЕЕ) [16]
- Професионална гимназия по лека промишленост и икономика „Атанас Буров“  (ПГЛПИ)[17]
- Професионална гимназия по железопътен транспорт „Никола Й. Вапцаров“ (ПГЖТ)
- Професионална гимназия по хранителни технологии „Проф. д-р Асен Златаров“ (ПГХТ) [18]
- Първо основно училище „Ив. Вазов“ (I ОУ) [19]
- Второ основно училище „Св. Паисий Хилендарски“ (II ОУ) [20]
- Трето основно училище „Св. Св. Кирил и Методий“ (III ОУ) [21][22]

### Читалища
- Читалище „Напредък 1869“. Председател е Атанас Петров. Групи:
  - Хор „Славянско единство“ с диригент маестро Донка Копринкова,
  - ФА „Сидер войвода“ с диригент Георги Петров,
  - МТ „Алтернатива“ с художествен ръководител Симеон Христов,
  - Вокалните групи „Патиланчета“, „Патиланци“ с ръководител Христина Илиева
  - Вокален концертен състав „Нова музика“ с ръководител Аделина Колева,
  - Музикална школа клас пиано с ръководители Йордан Дремов, Снежанка Бакьова,
  - Клас китара и барабани с ръководител Милко Тодоров,
  - Школа по състезателни танци, представена от Клуб по спортни танци „Ксани денс“ с треньор Николинка Колева и балет „Калина“ с художествен ръководител Калинка Генова,
  - Творческо-литературна група „Асен Разцветников“ с координатор Стефка Токмакчиева,
  - Група за стари градски песни „Очарование“ с ръководител Стефка Аргирова.
- Народно читалище „Пробуда – 1904“, ул. „Антон Страшимиров“ Nº 86

- Народно читалище „Братя Грънчарови – 2002“ [23]
- Читалище „Пробуда – 1904“, кв. „Калтинец“, ул. „Пробуда“ № 20.

### Библиотеки
- Общинска библиотека Горна Оряховица, Център
- Общинска библиотека филиал в кв. „Пролет“

Във всички училища има библиотека с ученическа литература.

### Други организации
- Институт по захародобив и биопроизводство е създаден в града през 1974 година.

## Култура и забавления

### Театри
Младежки театър „Алтернатива“ при народно читалище „Напредък – 1869“ – Горна Оряховица
Летният театър в Горна Оряховица е с открита сцена и 2000 седящи места. Културна дейност развива народно читалище „Братя Грънчарови“, основано 2002 г.

### Музеи
- Исторически музей – Горна Оряховица [24]

### Редовни събития
През последните 15 години Горна Оряховица полага усилия да се утвърди като фестивален център с национално и международно значение. Някои от по-важните редовните годишни събития провеждани в града са:
- Празник на българската култура и славянската писменост – 24 и 25 май
- Празник на град Горна Оряховица – 29 май
- Национален конкурс за камерни танци;
- Национална среща на столетните читалища – всяка година през май;
- Общобългарски читалищен събор – всяка година през май;
- Празник на горнооряховския суджук – 27 май;
- Международен турнир по канадска борба „Златен лъв“ – 28 май;
- Международен младежки конкурс за популярна песен „Нова музика“ – всяка година през юни;
- Международен фестивал на туристическата песен – 3 – 5 юни
- Международен детски фестивал „Раховче“ [25]
- Международен фолклорен фестивал – 1 – 6 август
- Национален петропавловски събор на народното творчество
- Годишни концерти на музикалната школа при Читалище „Напредък“.
- Рок фестивал „Горна Open Air“ – последната седмица на септември, НЧ „Братя Грънчарови“

### Спортни обекти и съоръжения
Стадион „Локомотив“ с капацитет 10 500 седящи места, е за тренировки на местния футболен клуб Локомотив ГО. Клуб с история и традиции в българския футбол и 50 сезона в професионалния футбол на България. Представителният мъжки футболен отбор „Локомотив“ играе в Б професионална футболна група и сезон 2014 – 2015 се бори за промоция в елитната републиканска А група. През 2016 – 2017 година футболният отбор играе в новосформираната първа лига.
Стадион „Локомотив“ е ремонтиран – подмяна на покритието от пластмасова трева, ремонт на осветлението, съблекални и др.
Има мъжки хандбален отбор, както и клуб по канадска борба ЛОКОМОТИВ 96 с най-виден представител Цветан Гашевски 4 пъти световен и 11 пъти европейски шампион с лява ръка в категория до 75 kg.
Моника Георгиева (състезателка по лека атлетика в дисциплините 800 и 1500 m и многократна републиканска шампионка) се състезава за лекоатлетичен клуб „Локомотив 2010“ (Г. Оряховица). Треньор ѝ е Стефан Русанов.
В общината има изградена и функционираща спортна база. В Горна Оряховица има представителен стадион „Локомотив“ с площ 32 696 m² и 10 000 седящи места, лекоатлетична писта, два сектора за хвърляне и скокове, два тенис корта с площ 1829 m², спортна зала за акробатика с площ 1080 m², спортна зала „Н. Петров“ с площ 2500 m² и 700 седящи места, зала за борба 1000 m². Не е довършена спортната зала в кв. Калтинец.
В общинския център има 2 открити басейна. Има и покрит плувен басейн в СУ „Г. Измирлиев“.
В общината развиват спортно-състезателна дейност и са лицензирани в Националния регистър на Министерството на младежта и спорта следните спортни клубове:
- РК „Локомотив 2004“ – ръгби;
- ЛК „Локомотив-55“ – лека атлетика;
- КЛА „Локомотив 2010“ – лека атлетика;
- СКЛА „Локомотив-26“ – лека атлетика;
- СКБорба „Локомотив“;
- СКБПИСамбо „Локомотив“;
- СКТМ „Боровец“ – тенис на маса;
- СКТМ „Локомотив 50“ – тенис на маса;
- Баскетболен клуб „Локомотив-99“;
- СКАрмрестлинг „Локомотив 96“ – канадска борба;
- „Джим денс“ клуб – спортна акробатика и спортна аеробика;
- Хандбален клуб „Локомотив“
- ФК „Локомотив“ – футбол;
- Федерфутбол клуб;
- Тенис клуб „Царевец“;
- Хандбален клуб „Раховец“.

### Кухня
- Горнооряховски суджук
- Горнооряховско гърне (жили)

Продукти: 1 kg телешки вратни жили, 1 kg картофи, 500 g моркови, 300 g целина (корен), 500 g малки лукчета (балучки), 20 зрънца черен пипер, 500 ml червено вино, дафинов лист, бахар и сол на вкус.
Начин на приготвяне:
Всичките продукти се слагат в глинено гърне. Налива се виното и се добавят 200 – 300 мл вода. Гърнето може да се сготви и само с червено вино (около 1 литър), но по този начин ястието става много по-тежко, затова по-разпространен е начинът на приготвяне с 500 мл вино и около 200 – 300 мл вода. По оригинална рецепта гърнето се приготвя в пещ за около 5 – 6 часа, но поради ограничеността на такава пещ на домакинствата, гърнето се приготвя при домашни условия във фурна, като се пече около 8 – 9 часа на около 200 градуса. Консумира се топло, като чиниите, в които се сервира, се затоплят предварително, за да не се желира месото. По предпочитание ястието се овкусява с настърган хрян и оцет. Комбинира се отлично с червено вино.
- Ряховската пастърма
- Кайзер пастърма

## Забележителности
- Хълм Камъка
- Хижа „Божур“

### Местности
- Арбанашко бърдо – югозападната височинна граница на града до Арбанашкото землище.
- Чуруковец – местност, намираща се в непосредствена близост до града. В близост се намира старата черква „Св. Троица“.
- Бабенец – северозападния склон по шосето Г. Оряховица – Първомайци – Русе.
- Бахадър – северно от местността Чуруковец и на 1 km източно от Ряхова крепост.
- Белянка – южно от дерето и западно от града, където има микроязовир.
- Блатото – площта и двора, върху които е построена новата част на гимназията.